# Metrosideros ramiflora
Metrosideros ramiflora là một loài thực vật có hoa trong Họ Đào kim nương. Loài này được Lauterb. mô tả khoa học đầu tiên năm 1912.